# Lynn Anderson
Lynn Rene Anderson (Grand Forks, 26 settembre 1947 – Nashville, 30 luglio 2015) è stata una cantante statunitense.
Ha goduto di un grande successo nel suo paese grazie alla hit (I Never Promised You A) Rose Garden, che le valse il Grammy Award alla migliore cantante country nel 1971. È stata la protagonista di un episodio della serie Starsky & Hutch.

## Discografia
- 1967 - Ride, Ride, Ride (Chart Records, CHS-1001)
- 1968 - Promises, Promises (Chart Records, CHS-1004)
- 1968 - Big Girls Don't Cry (Chart Records, CHS-1008)
- 1968 - The Best of Lynn Anderson (Chart Records, CHS-1009) Raccolta
- 1969 - With Love from Lynn (Chart Records, CHS-1013)
- 1969 - At Home with Lynn (Chart Records, CHS-1017)
- 1969 - Songs That Made Country Girls Famous (Chart Records, CHS-1022)
- 1970 - Uptown Country Girl (Chart Records, CHS-1028)
- 1970 - Stay There 'Till I Get There (Columbia Records, CS 1025)
- 1970 - Songs My Mother Wrote (Lynn Anderson Sings Liz Anderson) (Chart Records, CHS-1032)
- 1970 - No Love at All (Columbia Records, C 30099)
- 1971 - Rose Garden (Columbia Records, C 30411)
- 1971 - You're My Man (Columbia Records, C 30793)
- 1971 - The World of Lynn Anderson (Columbia Records, C 30902) Raccolta 2 LP
- 1971 - How Can I Unlove You (Columbia Records, C 30925)
- 1971 - The Christmas Album (Columbia Records, C 30957)
- 1972 - Cry
- 1973 - Keep Me in Mind
- 1973 - Top of the World
- 1974 - What a Man My Man Is
- 1975 - I've Never Loved Anyone More
- 1976 - All the Kings Horses
- 1977 - Wrap Your Love All Around Your Man
- 1979 - Outlaw Is Just A State Of Mind
- 1980 - Even Cowgirls Get the Blues
- 1982 - Good Times
- 1988 - What She Does Best
- 1991 - Country Spotlight
- 1992 - Cowboy's Sweetheart
- 2000 - Live At Billy Bob's Texas
- 2002 - Christmas